# 吉大港專區
吉大港專區是孟加拉國8個專區之一，位於該國東部。西界加爾尼河—梅克納河—沙赫巴茲布爾河，臨孟加拉灣，東鄰印度和緬甸。面積33,771.18平方公里，2011年人口28,423,019。
首府吉大港市。下分11縣、38自治市、15,060村。这里的山地部落多数是说藏缅语系的佛教徒朱瑪人。

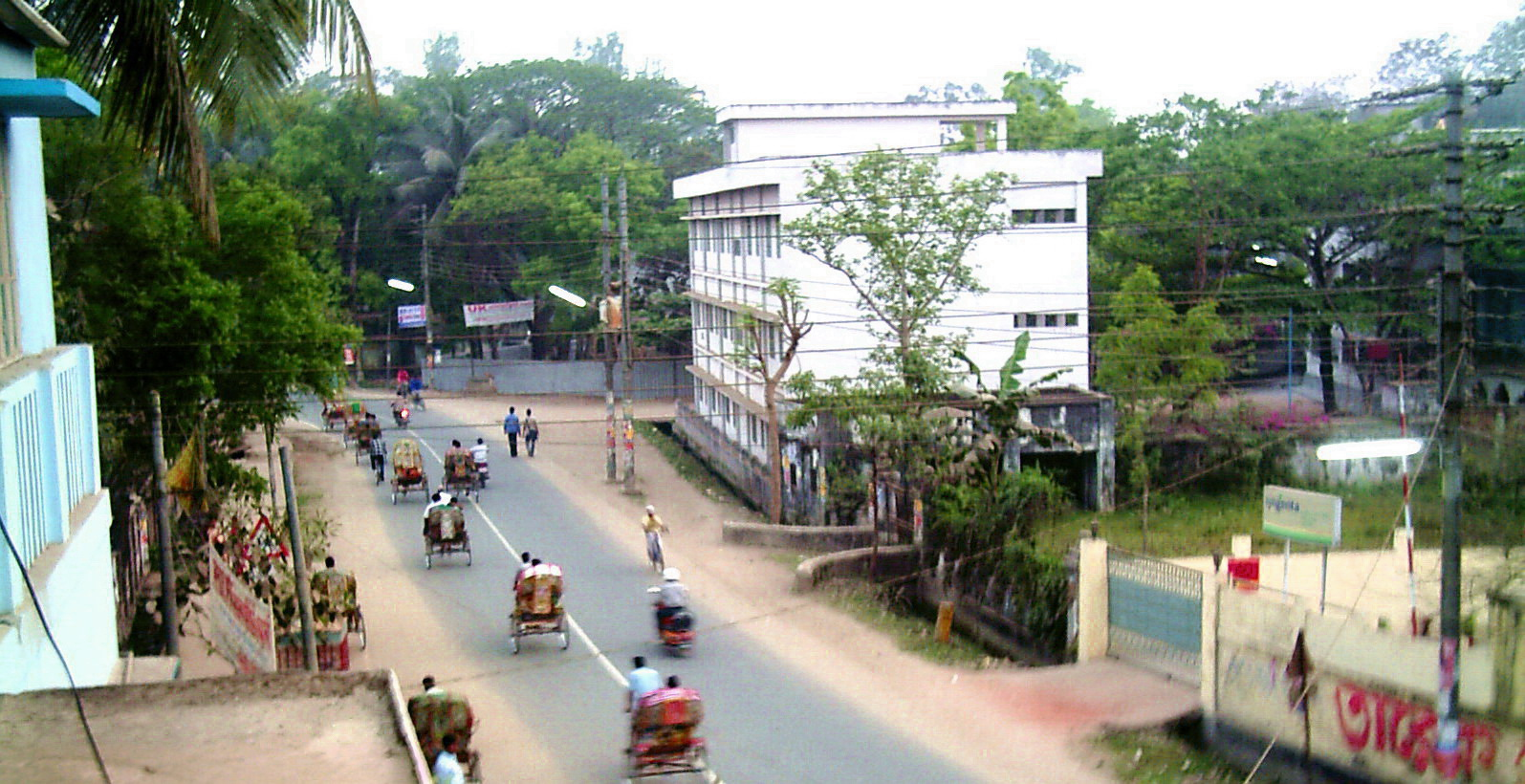
庫米拉縣
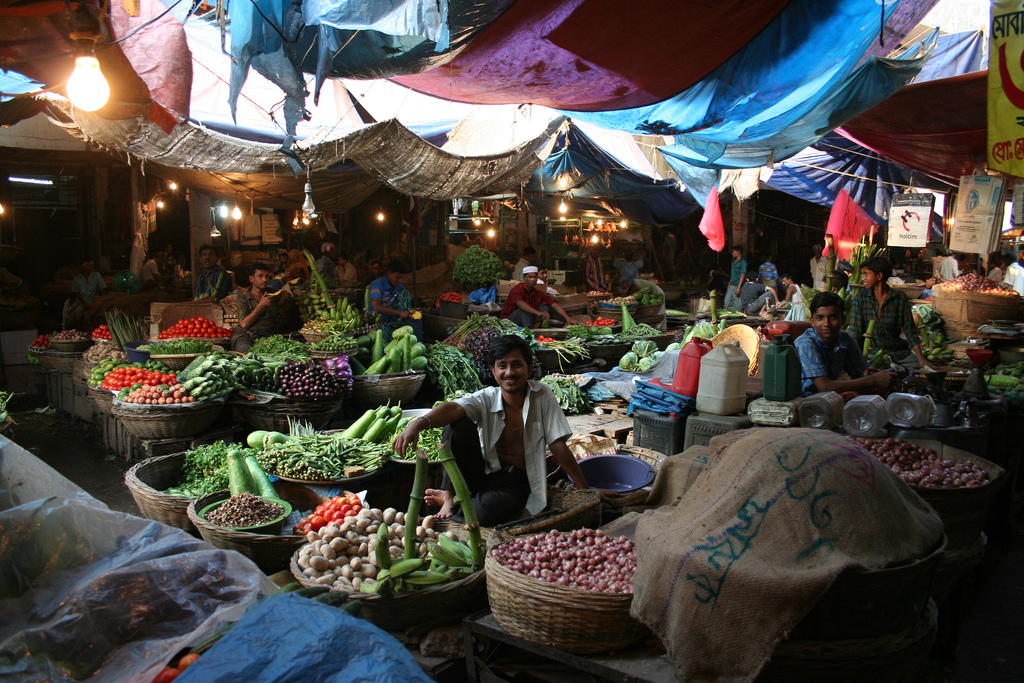
吉大港區市場
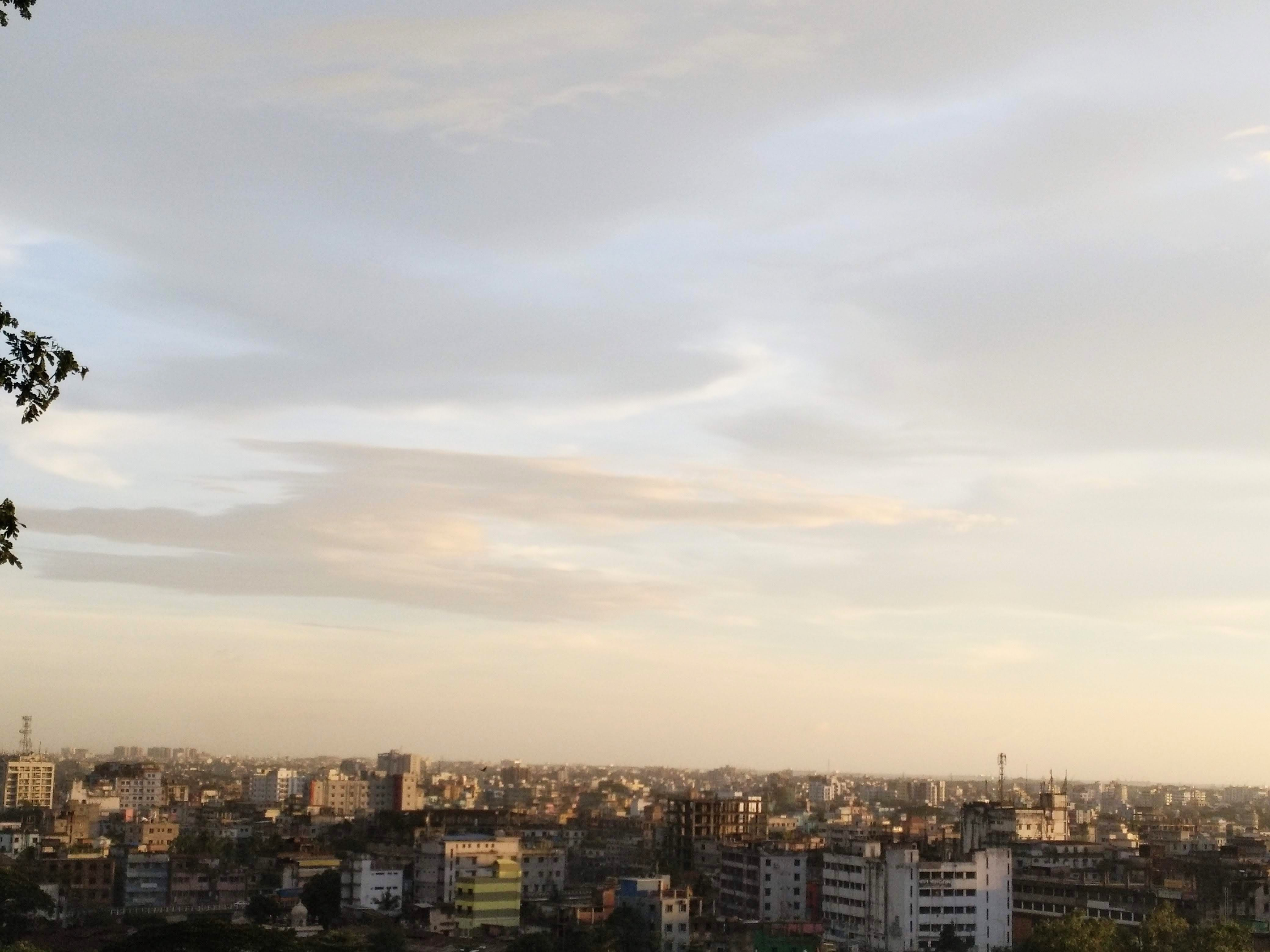
吉大港貧民區
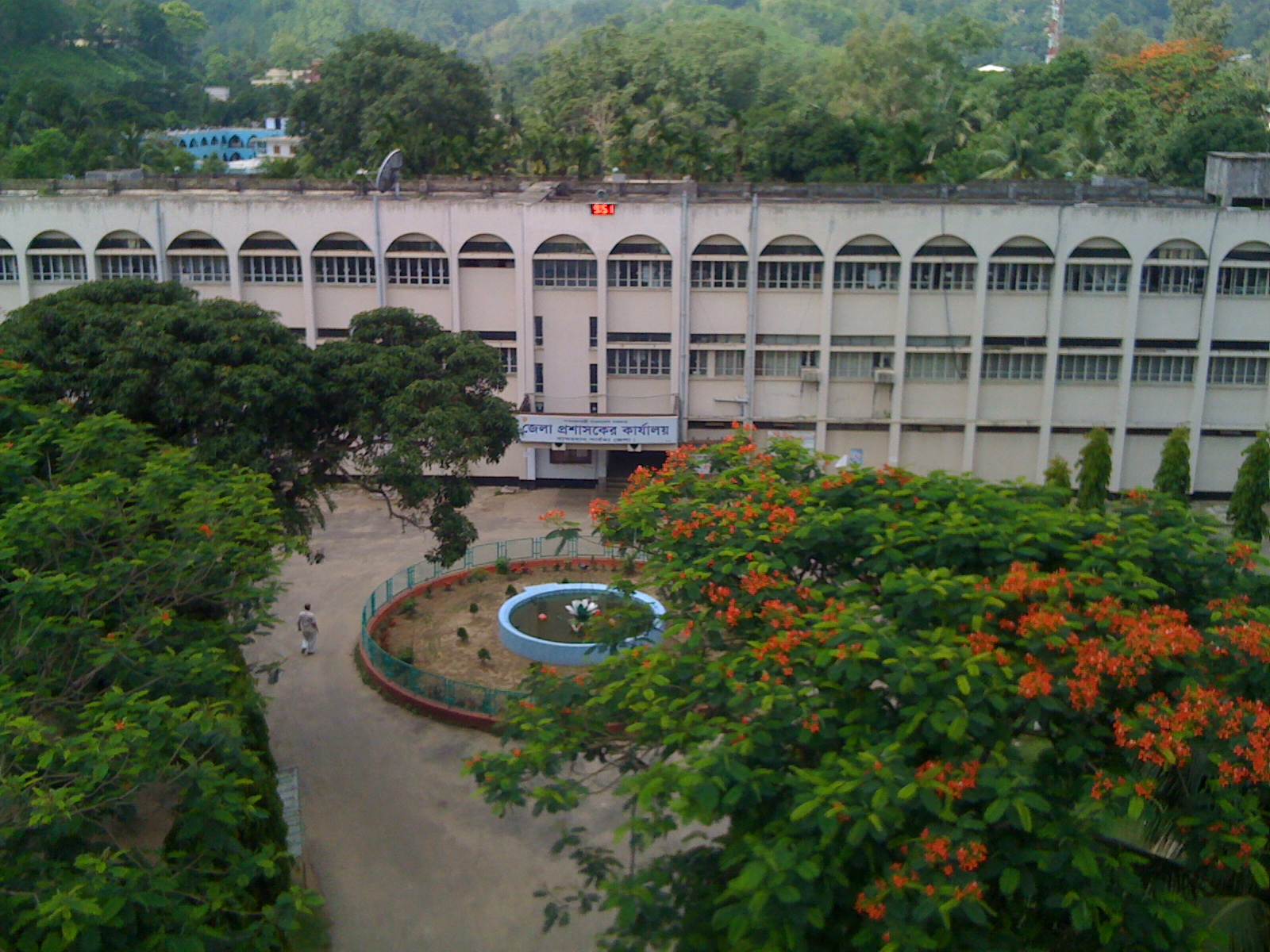
班多爾班縣公所
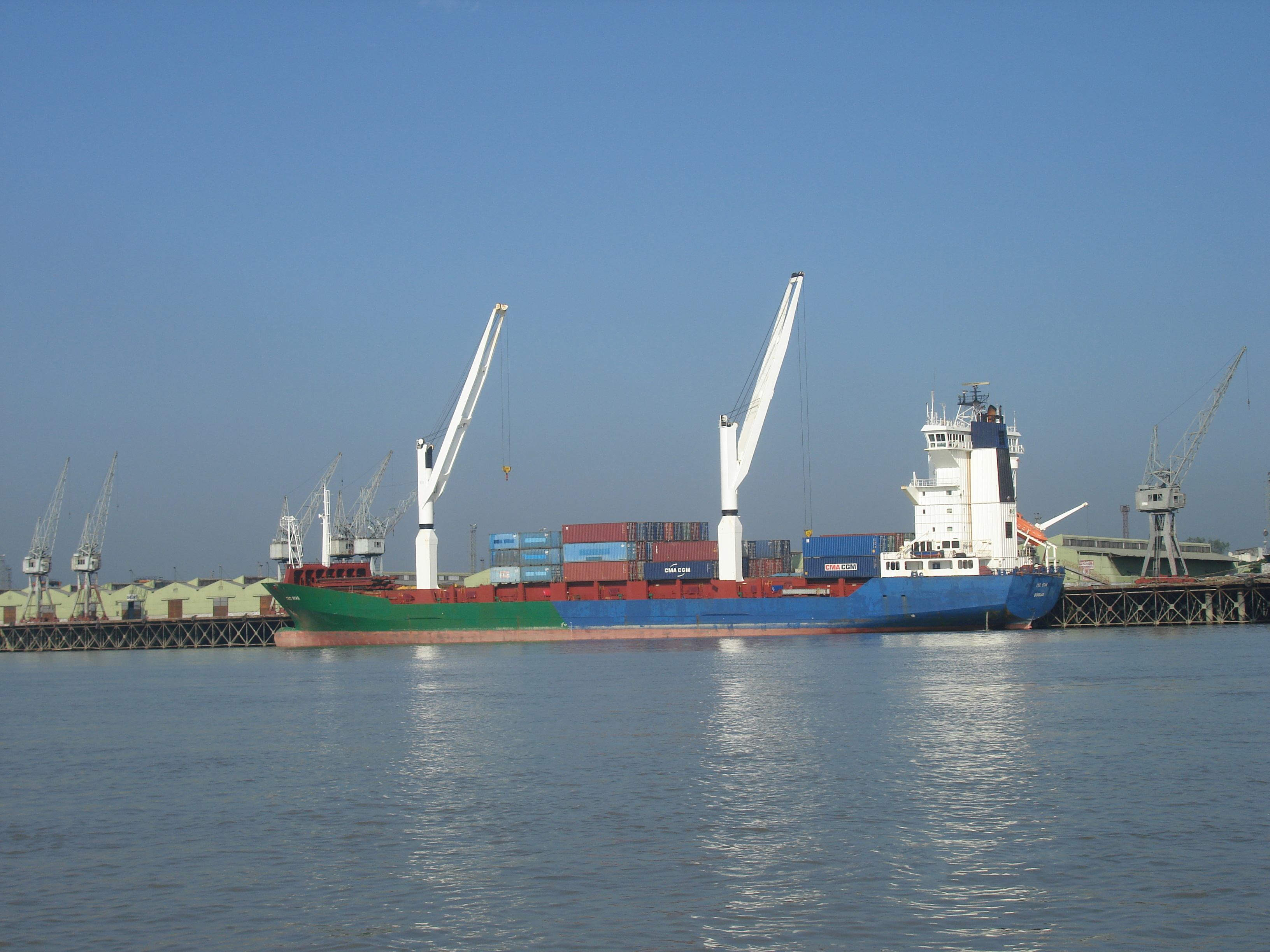
碼頭區
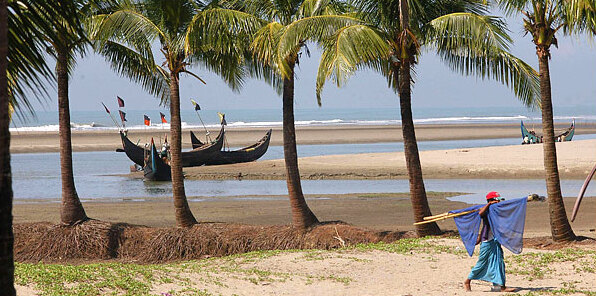
科克斯巴扎爾縣
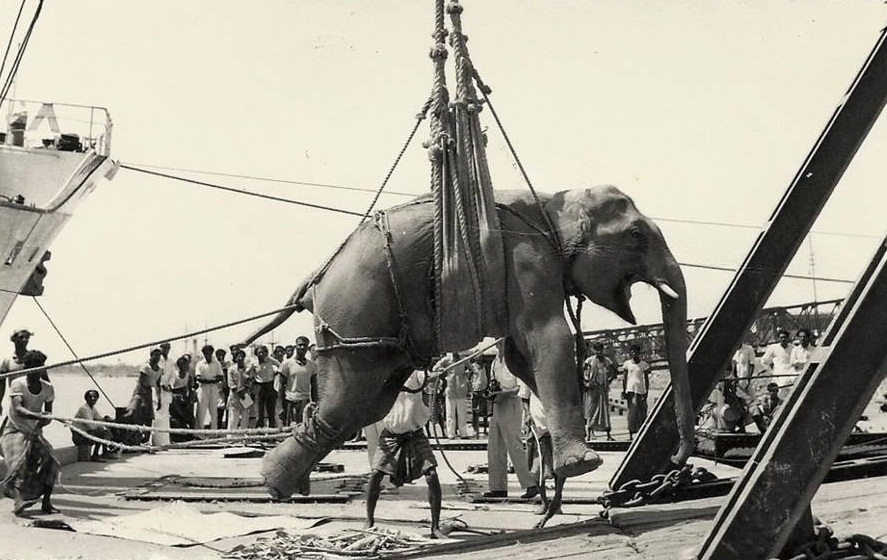
1960年代的碼頭